# Kneževina Srbija
 Ovo je glavno značenje pojma Kneževina Srbija. Za srednjovjekovnu državu pogledajte Kneževina Srbija (srednji vijek).
Kneževina Srbija je postojala između 1815. i 1882. godine. Nastala je nakon Drugog srpskog ustanka i postojala sve dok 1882. godine kad je proglašena u Kraljevinu Srbiju.

## Srpska revolucija
Srpski otpor otomanskoj dominaciji mnogo je godina bio latentan, a naročito je uzeo maha početkom 19. stoljeća, kad su izbili Prvi srpski ustanak i Drugi srpski ustanak 1804. i 1815. godine. Turska se u to vrijeme nalazila u stanju duboke krize bez perspektive na oporavak, što se posebno teško odrazilo na kršćanske narode koji su u njoj živjeli. Srbi nisu podigli samo nacionalnu nego i socijalnu revoluciju, nakon koje je Srbija počela loviti korak s ostalim europskim državama te je prihvatila vrijednosti građanskog društva. Kao rezultat ova dva ustanaka i potonjih ratova protiv Osmanlijskog Carstva, stvorena je neovisna Kneževina Srbija, koja je bila međunarodno priznata 1878. godine.

## Autonomija kneza Miloša
Pri kraju Drugog srpskog ustanka, knez Miloš Obrenović se zauzeo za stvaranje i jačanje srpske državnosti pomoću diplomatskih metoda postupno prisvajajući državne ovlasti za koje se prije brinula Turske. Vrijeme između 1815. – 1830. godine obilježilo je stvaranje autonomnih srpskih organa po selima, okruzima i nahijama, čija su ovlasti postupno rasle. No unatoč tome, knez Miloš je bio apsolutistički vladar, koji je praktično preuzeo turske načine vlasti, uspostavio vlastiti feudalni sustav i monopol na trgovinu od koje se obogatio. 

### Status vazalne kneževine
Život prosječnog stanovnika Srbije se nije znatnije poboljšao od turskog vremena. Značajan je Hatišerif iz 1830. godine, kojim je Srbija prešla iz statusa provincije u status vazalne kneževine, uz ostale važne odredbe. Time joj je osigurana široka i stvarna autonomija. Ona označava da Srbija može sama organizirati svoje gospodarstvo, državnu upravu, prosvjetnu službu, trgovinu i željeznicu, ali nema pravo na vojsku i ne može samostalno voditi vanjsku politiku te da i dalje mora plaćati harač kojeg ubire baš-knez i šalje ga u Carigrad. Hatišerifom je dobila i slobodu vjeroispovijesti te se tako u Beogradu za metropolita mogao izabrati Srbin umjesto dotadašnjih Grka. Tako je već 1831. izabran metropolit Melentije Pavlović iz redova Srba. Drugi Hatišerif iz 1831. godine određuje da se tursko stanovništvo (spahije) mogu iseliti, prodati zemlju i kuću jer nisu htjeli biti pod vlašću kršćana. Turci su povukli u gradove, ukinut je turski spahijski sustav, a odlaskom spahija nestali su i feudalni odnosi u srpskoj državi. Srbija je ostala pod suverenitetom Turske, ali pod zaštitom Rusije. To je značilo da Rusija ima pravo donositi odluke u sporovima između Srbije i Turske. 1833. je Srbiji vraćeno 6 nahija, otrgnutih poslije gušenja Prvog ustanka. U isto vrijeme je Miloš osigurao apsolutnu vlast uklanjanjem osobnih protivnika među Srbima te je za sebe isposlovao titulu nasljednog baš-kneza (prvog kneza).

### Milošev apsolutizam i monopol
Oslobođenjem od turske vlasti stvoreni su uvjeti da Srbija za kratko vrijeme izađe iz teške zaostalosti. Gospodarstvo se brže razvija nakon što je oslobođena feudalne stege. Najveću je ulogu imao trgovački promet koji je pokretao druge gospodarske djelatnosti, omogućio akumulaciju kapitala i pridonosio jačanju buržoazije koja po varošima postupno preuzima umjesto Grka i Cincara. Razvitak je u znatnoj mjeri gušila Miloševa samovoljna vladavina, a naročito njegov monopolistički položaj u najunosnijim granama trgovine (stokom i solju). Najprije je on imao pravo izvoza proizvoda, a tek onda ostali. Imućniji su mogli kupovati zemlju od Turaka, a pogotovo Miloš. Svi ljudi koji su živjeli na njegovoj zemlji morali su je i obrađivati (starješinski kuluk). Krče se šume za obradu tla. Miloš je dao sagraditi i skele preko Dunava i Save, a kako su sve bile u njegovom vlasništvu od skelarina je ubirao sav novac. Seljaci su sve više bili potlačeni unatoč tome što su bili slobodni.
Miloš s nikim nije dijelio svoju vlast ni s narodom ni sa seoskom buržoazijom jer da narod nije sposoban vladati. Kako je bio polupismen nije razumio one koji su bili obrazovaniji od njega te se borio protiv njih. Tada se počinje stvarati intelektualna populacija s talentiranim studentima, a to je doba i kada je Vuk Karadžić stekao svoju popularnost. Miloš nije dozvolio da stupi na snagu narodni jezik i Vukovo fonetsko pravilo. Knez Miloš nije stvorio nikakve državne organe, nije napravio nikakve pisane zakone pa ta kneževina nema nikakvih obilježja države. 

### Otpor Miloševu apsolutizmu
U narodu je jačao otpor prema Miloševom apsolutizmu i njegovoj despotskoj vladavini (despotski apsolutizam) koji će dovesti do nekoliko većih buna. Srpska je inteligencija iskoristila nezadovoljstvo seljaka te je 1834. digla ustanak. Kako Miloš nije imao vojske, buna je uspjela te je morao ukloniti starješinski kuluk. Nakon Miletine bune donosen 1835. kratkotrajni Sretenjski ustav. Ustav je bio napisan po uzoru na belgijski ustav koji je bio najnapredniji u Europi, a to je bio i prvi ustav na Balkanu. Tim ustavom, prema demokratskom načelu, općim pravom glasa bi se izabrala skupština, zatim vlada te knez čime bi Srbija postala demokratska parlamentarna država. Ali ustav nije stupio na snagu zbog turskog protivljenja, a nisu pristale niti Rusija ni Austrija. Zatim ustavobranitelji odlučuju napisati drugi ustav da ograniče kneza Miloša.
Nakon neuspjelog pokušaja 1835., Miloševa vlast je ipak ograničena Turskim ustavom 1838. godine. Kneževa je vlast postala ograničena Savjetom sastavljenim od doživotnih članova (19 njih) koje bi trebalo upravljati zajedno s knezom bez općeg prava glasa. Nakon toga je knez Miloš abdicirao 1839. i napustio Srbiju otišavši u Vlašku. U ovom periodu osnovan je Licej, preteča Sveučilišta u Beogradu. Prijestolnica kneževine Srbije je za to vrijeme bila u Kragujevcu.
Poslije kneza Miloša vlast je formalno preuzeo njegov stariji sin Milan koji je bio lošeg zdravlja te je ubrzo umro nepotpisavši niti jedan dokument kao knez Srbije. Zatim je na vlast došao Milošev mlađi sin Mihajlo. Knez Mihajlo je vladao 3 godine te se 1842. povukao pod pritiskom ustavobraniteljskih vođa Tome Vučića-Perišića, Avrama Petronijevića i drugih jer je također htio vladati mimo Turskog ustava. Oni su 1842. izabrali Karađorđeva sina kneza Aleksandara Karađorđevića pri čemu je došlo do smjene dinastije. On će s ustavobraniteljima dijeliti vlast. Tada prijestolnicom Srbije postaje Beograd.

## Ustavobranitelji
Period vladavine kneza Aleksandra Karađorđevića (1842. – 1858.) poznat je kao period vlade ustavobranitelja, jer su pravu vlast imali članovi Državnog savjeta, koji su zapravo činili jedno oligarhijsko tijelo (vladavina nekolicine). Naziv ustavobranitelji potječe od njihovog zalaganja za strogo poštovanje Turskog ustava, a predsavljali su malen dio srpske buržoazije. 

### Razvoj Srbije i birokratski aparat
Ovo vrijeme predstavljalo je period bržeg razvoja Srbije, izgrađivanja države i osnivanja institucija važnih za tu mladu državu. Državna uprava je bila centralistički uređena sa širokom mrežom sudskih ustanova. Uvodi se i poštanska služba. Ustavobranitelji su svoju široku vlast iskoristili za donošenje brojnih zakona pri čemu izdaju "Građanski zakonik" 1844. napravljen na temelju ostalih. U njemu su istaknuta prava srpske buržoazije koja postaje sve brojnija, velika je pažnja posvećena privatnom vlasništvu i slobodi iskorištavanja radne snage (ali industrija praktično i ne postoji jer je Srbija tada bila poljoprivredna zemlja). Izgrađuju se prva industrijska postrojenja, brojne željezničkih pruge te nove ceste. Osnovane su razne prosvjetne ustanove (škole), kulturne i znanstvene ustanove ("Društvo srpske slovesnosti", "Narodna biblioteka" i "Narodni muzej"). Neprocjenjiva je pobjeda narodnog jezika koju je izborio Vuk Karadžić čime na snagu stupa fonetski pravopis. Počinje i politika slanja mladih i perspektivnih studenata na glasovita inozemna sveučilišta. 
Srbija dobiva relativno razvijen i usavršen činovnički birokratski aparat i mehanizam vlasti. On postaje velik teret za srpsko seljaštvo jer su seljaci najčešće imali male posjede na koje su plaćali velike poreze, zatim su padali u dugove i zemlju i kuću su stavljali pod hipoteku. To je vodilo ka uništenju seljaka i akumulaciji kapitala. Broj obrazovanih školovanih ljudi ipak nije bio dovoljan pa činovničku službu preuzimaju sami zemljoposjednici. Činovnici i dalje zadržavaju zemlju, trgovinu i činovnički prihod. Činovnici su na svoju funkciju gledali kao izvor svog budućeg bogatstva te ju zloupotrebljavaju. Postaju zelenaši jer imaju novac od trgovine kojeg nerijetko posuđuju. Privatno vlasništvo na zemlji koja je prije bila kolektivno vlasništvo razara radničke zadruge te svaki čovjek u zadruzi traži svoj dio. Stvaraju se mala gazdinstva i napokon postaju žrtve visokih poreza. Dolazi do akumulacije kapitala, ali na račun seljaštva (eksproprijacija seljaštva), a seljaci pri tome ne mogu konkurirati. Taj je proces trajao više desetljeća. Takva filozofija je bila neizbježna koja je vodila ka stvaranju radničke klase i kapitalizma uopće. Uz to sve je više jačao nacionalizam i ekspanzionizam prem jugu. Uza sve negativnosti ustavobranitelji su odigrali važnu ulogu jer su Srbiji dali mnoga obilježja države. Ustavobraniteljski režim je pomogao pokretu Srba u Ugarskoj 1848.

### Kraj ustavobranitelja
Pedesetih godina 19. stoljeća i kod kneza Aleksandra se javljaju neke ambicije vraćanja moći zbog potpune prevlasti Savjeta i traži oslonac u Austrijskoj monarhiji suprotno tradicionalnoj orijentaciji prema Rusiji. Želi od nje pomoć da se oslobodi utjecaja vijeća i buržoazije pri čemu se javlja otpor. Kao knez ne ispunjava uspješno vanjsku politiku kao knez Miloš, a status autonomije nije zadovoljavajući. Prilika da se nešto postigne u tom pogledu se javila kad se Rusija uplela u Krimski rat (1853. – 1856.). Nije uspio iskoristiti turske poteškoće u ratu koje su mogle pomoći oko samostalnosti jer nije učinio ništa i držao se neutralnim. Ipak su odredbe mirovne konferencije u Parizu zahvatile i Srbiju, zamijenivši dotadašnji ruski protektorat zajedničkom garancijom velikih sila.
S vremenom je vladavina kneza Aleksandra postajala sve manje popularna, naročito zbog svemoći činovništva, isključivog oslanjanja na Austriju i sukoba sa Savjetom što je dovelo do okončanja perioda ustavobranitelja. To je neočekivano rezultiralo vraćanjem kneza Miloša po drugi put na prijestolje 1858. i njegovom kratkotrajnom drugom vladavinom. Njegovom smrću 1860. na prijestolje je po drugi put došao i knez Mihajlo. Oboje su htjeli obnoviti apsolutističku vlast.

### Ilija Garašanin i "Načertanije"
Srpska se kneževina u drugoj polovici 19. stoljeća politički obrazovala, imala je ideologiju i političku koncepciju u kojoj se razmišljalo o budućnosti. Najveći politički ideolog je bio Ilija Garašanin, autor "Načertanije" iz 1844. koje bilo nacrt vanjske i unutarnje politike Srbije. Razmišlja o napretku Srbije bez pomoći Rusije te da Srbiji trebaju biti primjer zemlje zapadne Europe s naprednom privredom. U privrednom se smislu trebala dalje razviti iz te poljoprivredne zemlje, ali ne samo oslobođenjem Srbije od turske vlasti nego i drugog južnoslavenskog življa. Tvrdi da bi u okvire Srbije trebala ući i Makedonija zbog izlaska na more. Nazire se ideja o stvaranju "velike Srbije", a te ideje će postati posebno izražene i prihvaćene od kompletne građanske klase krajem 19. i početkom 20. stoljeća. 

## Vladavina kneza Mihajla

### Vanjska politika
Period vladavine kneza Mihajla obilježen je na vanjskom planu velikim napretkom u pogledu samostalnosti Srbije. Bilo je krajnje vrijeme da se Srbija oslobodi turskog suvereniteta. Odnosi između srpskog naroda i turskih obitelji u gradovima su sve više slabili. Situacija se zaoštrila kad su izbili sukobi Srba i Turaka 1862. u Beogradu. Turci bombardiraju beogradsku varoš iz kalemegdanske tvrđave. U to su se umješale i velike sile. Knez Mihajlo je upornom politikom uspio povući i protjerati tursku vojsku iz srpskih gradova 1867. godine. Posljednji utvrđeni gradovi su bili: Beograd, Smederevo, Kladovo, Šabac, Užice i Soko. 
Rusija nije bila uspješna u Krimskom ratu, a Francuska i Velika Britanija su pritekle u pomoć Turskoj da Rusija ne bi zauzela Bospor i Dardanele. Zato Rusija nije htjela novi rat, a i prilike u državi su bile na štetu seljaštava što se oslobađa u Rusiji tek 1861. Nakon toga je oformljena komisija za situaciju na Balkanu, vode se pregovori u Carigradu na kojima se srpska država oslobađa tuskog suvereniteta i postaje samostalna 1868. Ali tu samostalnost nisu priznale druge europske države, te će na tu pravnu potvrdu čekati još 10 godina.
Knez Mihajlo je postavio i temelje budućoj srpskoj vojsci te se pripremao za budući rat s Turskom. Postojali su i planovi o formiranju veće antiturske koalicije (potpisani su sporazumi s Bugarskom, s Grčkom savez i vojni ugovor, s Crnom Gorom savez, a s Rumunjskom ugovor o prijateljstvu). Pregovarali su o konačnom protjerivanju Turske s Balkana. 

### Unutarnja politika
Na unutarnjem planu knez Mihajlo je vladao apsolutistički, a važeći Turski ustav je promijenjen nizom organskih zakona bez suglasnosti Porte, što je trebalo ukazati na samostalnost Srbije i na unutrašnjem planu. Dopunjenim ustavom uspostavlja se skupština, ali samo sa savjetodavnom funkcijom, koja se neće birati općim pravom glasa nego ograničeno o zemaljskim posjedima. Druga slabost ustava je bila da knez može sam imenovati trećinu članova u skupštini s tim da osigura većinu. Mihajlo to iskorištava i vlada apsolutistički (prikriveni apsolutizam). Izdao je nekoliko zakona kojima je ograničio prava Savjeta potčinivši ga knezu te je uveo ministarski savjet od 7 ministara potčinjen jedino knezu.
Vrijeme druge vladavine kneza Mihajla karakterizira prerastanje Liceja u Veliku školu 1863. godine što predstavlja pomak u visokom školstvu Srbije. Velika škola bila je smeštena u Kapetan-Mišino zdanje koje je poklonio Miša Anastasijević "svome otečestvu" i 1905. je transformiran u sveučilište. Knez je 1864. raspustio "Društvo srpske slovesnosti" i umjesto njega je osnovao "Srpsko učeno društvo", koje je bilo prethodnik današnje "Srpske akademije nauka i umetnosti". Tih godina je počela izgradnja i "Narodnog pozorišta" koji je počeo s radom 1869.
Mihajlo je pokušao pomiriti konzervativce i liberale, ali to nije uspio pa je konzervativce uzeo za suradnike(J. Hristić, I. Garašanin) te počinje progoniti liberalne intelektualce i gušiti njihovu opoziciju. Osobni režim kneza, koji bi se mogao nazvati i prosvjećenim apsolutizmom (jer je knez ulagao napore u modernizaciju i reforme u Srbiji) stvorio je otpor kod određenih liberalnih krugova u Srbiji, koji su preuzeli ekstremne korake u uklanjanju kneza s vlasti. Vješto je provodio svoju volju te je došao i u sukob s mladima. Omladina je bila veliki protivnik bespravlja, kritizirala je ustav u Srbiji i Mihajlovu apsolutističku vladavinu. Pod okolnostima koje do danas nisu razjašnjene, knez Mihajlo je ubijen 29. svibnja 1868. godine u atentatu u Košutnjaku. 

## Nezavisnost Srbije i stvaranje kraljevine

### Knez Milan Obrenović i namjesništvo
Kako knez Mihajlo nije ostavio zakonitih potomaka, za nasljednika je izabran unuk Miloševog brata Jevrema, Milan Obrenović. Vlast je u ime maloljetnog kneza Milana preuzelo namjesništvo. Namjesništvo je imalo tri člana, a činili su ga: Milivoje Blaznavac, Jovan Ristić i Jovan Gavrilović.
Ipak, na međunarodnom planu, Srbija je još uvijek, 70 godina nakon Prvog srpskog ustanka, tretirana kao dio Osmanlijskog Carstva. Namjesništvo je vladalo do 1872. godine, a 1869. je donesen Namjesnički ustav, koji će omogućiti prvi prodor parlamentarizma u Srbiju. Po njemu je Srbija bila nasljedna ustavna monarhija s narodnim predstavništvom. Iako je ustav bio nedemokratski i uveliko je sužavao vlast skupštine ukorist kneza, on predstavlja veliki korak u razvoju Srbije u modernu građansku državu. U Srbiji su prisutne dvije političke struje: konzervativci i liberali. Konzervativci (Ilija Garašanin) su se zalagali za ograničavanje narodne slobode u korist kneza, za razliku od liberala (Jovan Ristić) koji su se zalagali za šire političke i građanske slobode, suzbijanje birokratske samovolje i umjerenu decentralizaciju vlasti. Svetozar Marković je u časopisu "Zastava" u članku "Srpske obmane" žestoko kritizirao birokratski sustav u Srbiji. Iako je Srbija u tom periodu još uvijek vazalna država, Osmanlijsko Carstvo ipak nije reagiralo na donošenje Ustava.

### Nezavisnost kneževine Srbije
Knez Milan preuzima prijestolje 1872. godine. U vanjskoj politici Srbija je bila pasivna sve do izbijanja ustanka u Bosni i Hercegovini. Pored pomoći ustanicima, ona je u savezu s Crnom Gorom objavila rat Turskoj 1876. Srbija je bila nepripremljena i vojnički slaba te je poražena za kratko vrijeme i u jesen iste godine prisiljena na primirje pod povoljnim uvjetima, zahvaljujući intervenciji Rusije. Kada je, međutim, početkom 1877. i Rusija ušla u rat i postigla značajnije uspjehe, zaratila se ponovno i Srbija oslobodivši oblasti Niša, Pirota, Leskovca i Vranja.
Rusko-turski mir u San Stefanu 1877. nije vodio računa o Srbiji, ali kad je na Berlinskom kongresu 1878. taj mir revidiran Srbija je dobila potpunu neovisnost i četiri okruga (Niš, Pirot, Leskovac i Vranje). U isto vrijeme Bosna i Hercegovina, za čijem se oslobođenjem i pripajanjem u Srbiji računalo, došla je pod austrijsku okupaciju. To vrijeme obilježeno ratovima protiv Turske (Srpsko-turski ratovi 1876. – 1878.) i dobivanje nezavisnosti 1878. godine nakon Berlinskog kongresa bilo je, naravno, izuzetno važno. 
Poslije srpsko-turskih ratova, Srbija je nakon povlačenja Rusije imala manje šanse da u dogledno vrijeme bude međunarodno priznata. Nakon Berlinskog kongresa dotadašnja Srbija proširena je za četiri okruga i konačno međunarodno priznata od Austro-Ugarske, Njemačke, Velike Britanije, Rusije, Francuske i same Turske. 1876. u Srbiji je osnovan Crveni križ. Političke stranke se uvode 1881. godine, od kojih će najznačajniju ulogu imati Radikalna stranka.
Nakon stjecanja neovisnosti Srbija duže vrijeme ne vodi aktivnu vanjsku politiku. Knez Milan zaključuje s Austro-Ugarskom tajnu konvenciju (1881.) kojom u ime Srbije obećava da neće voditi nacionalnu agitaciju u Bosni i Hercegovini i da neće bez prethodnog sporazuma zaključivati nikakve političke ugovore. Zauzvrat Austrija je obećala svoju diplomatsku pomoć u slučaju širenja Srbije prema jugu i garantira knezu i njegovu potomstvu srpsko prijestolje.
Kneževina Srbija je, zahvaljujući podršci Austro-Ugarske 1882. godine uzdignuta na rang kraljevine i postaje Kraljevina Srbija, a kralj Milan Obrenović postaje njen prvi novovjekovni kralj.